# 100인의 증언- 7,80년대 문화를 말한다
《100인의 증언- 7,80년대 문화를 말한다》는 EBS에서 2005년 5월 14일부터 2005년 6월 26일까지 방송된 EBS 문화사 시리즈의 네 번째 작품이다. 이 프로그램은 1972년 10월 유신에서 1987년 6월 항쟁까지 1970년대와 1980년대 대한민국 현대사 속에서의 자유를 향한 저항, 인간에 대한 탐구, 역사에 대한 인식을 문학, 연극, 영화, 미술, 음악, 건축 등 각 예술 분야 별로 총 14편에 걸쳐 그 시대를 대표하는 문화예술계 인사들의 인터뷰를 통해 탐색하는 다큐멘터리이다. 문화사 시리즈 3편 《지금도 마로니에는》의 후속작이다. 진행은 배우 정보석이 맡았다.

## 방영 목록
| 회차 | 부제                                        | 방송일          |
| 1부  | 렌즈에 잡힌 시대의 초상                     | 2005년 5월 14일 |
| 2부  | 새로운 영화를 위하여-한국 영화의 힘         | 2005년 5월 15일 |
| 3부  | 시대를 담은 연극, 마당극                    | 2005년 5월 21일 |
| 4부  | 시대의 거울, 문학                           | 2005년 5월 22일 |
| 5부  | 근대화의 그늘 속에서 꿈꾸었던 우리들의 천국 | 2005년 5월 28일 |
| 6부  | 분단문학-하나됨을 위하여                    | 2005년 5월 29일 |
| 7부  | 포크음악의 재발견                           | 2005년 6월 4일  |
| 8부  | 화려한 슈퍼스타, 뜨거운 언더의 세계         | 2005년 6월 5일  |
| 9부  | 온 몸으로 그려낸 희망, 민중미술             | 2005년 6월 11일 |
| 10부 | 대중문화의 제1원소, 광고                    | 2005년 6월 12일 |
| 11부 | 상상으로 담아낸 세상- 7,80년대 만화열전     | 2005년 6월 18일 |
| 12부 | 스포츠의 두 얼굴                            | 2005년 6월 19일 |
| 13부 | 7,80년대의 건축 - 경제 성장의 빛과 그림자   | 2005년 6월 25일 |
| 14부 | 표현의 자유를 허하라                        | 2005년 6월 26일 |